# Attatha superba
Attatha superba là một loài bướm đêm trong họ Noctuidae.